# Tinhosa Grande

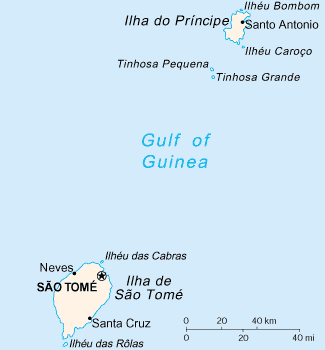
Mapa de Santo Tomé y Príncipe.

Tinhosa Grande o Tiñosa Grande es un islote que pertenece al país de Santo Tomé y Príncipe, en el archipiélago de Pedras Tinhosas, en el Golfo de Guinea. El islote se encuentra a 20 km al sudoeste de la isla de Príncipe y al sur de Tinhosa Pequena. No hay población permanente.
- Datos: Q1754179